# Чернявка (зупинний пункт)
Черня́вка — пасажирський зупинний пункт Козятинської дирекції Південно-Західної залізниці.
Розташований поблизу села Велика Чернявка Попільнянського району Житомирської області на лінії Фастів I — Козятин I між станціями Кожанка (8 км) та Попільня (12 км).
Відкритий 1932 року. Раніше на місці зупинного пункту існував блокпост.
Має дві платформи берегового типу, одна з яких має павільйон очікування. Станційна будівля являє собою залізничну казарму (будинок для колійників) побудови кінця XIX століття.